# Crissolo
Crissolo é uma comuna italiana da região do Piemonte, província de Cuneo, com cerca de 210 habitantes. Estende-se por uma área de 48 km², tendo uma densidade populacional de 4 hab/km². Faz fronteira com Bagnolo Piemonte, Bobbio Pellice (TO), Oncino, Ostana, Pontechianale, Ristolas (FR-05), Villar Pellice (TO).

## Demografia
| Variação demográfica do município entre 1861 e 2011                               |
|                                                                                   |
| Fonte: Istituto Nazionale di Statistica (ISTAT) - Elaboração gráfica da Wikipedia |